# Långgölen (Kvillinge socken, Östergötland, 650830-151461)
Långgölen är en sjö i Norrköpings kommun i Östergötland och ingår i Kilaån-Motala ströms kustområde.